# Folkrörelsen Nej till EU
Folkrörelsen Nej till EU (deutsch: Die Volksbewegung gegen die Europäische Union) ist eine schwedische Organisation, die in den 1990er Jahren versuchte, eine schwedische EU-Mitgliedschaft zu verhindern. Die Organisation hatte 15.000 Mitglieder in den frühen 1990er Jahren, aber in den letzten Jahren 2.000 bis 3.000 Mitglieder. Nachdem Schweden in die EU eingetreten war, verhinderte die Bewegung die schwedische Mitgliedschaft in der EWWU im Jahr 2003. Sie ist noch aktiv. Der Vorsitzende der Organisation ist im Jahr 2016 Jan-Erik Gustafsson. Die Organisation gibt die Zeitschrift Kritiska EU-fakta (Kritische EU-Fakten) heraus. Die Zeitschrift führt die schwedische EU-Debatte aus einer kritischen Perspektive. Folkrörelsen Nej till EU ist Mitglied der European Alliance of EU-critical Movements.